# Gakkyu-oh Yamazaki
Gakkyu-oh Yamazaki (学級王ヤマザキ?  Yamazaki, el rey de la clase), es un manga escrito por Manobu Kashimoto, publicado por CoroCoro Magazine en el año 1996, compilada en 12 volúmenes.
Cuenta con una adaptación animada producida por Shogakukan Productions Co., Ltd. transmitida entre el 23 de diciembre de 1997 al 9 de abril de 1998 con 53 episodios.
Esta serie reemplazó a Pokemón en la televisión japonesa, luego de que las tranmisiones de esta se interrumpieran a raíz del imcidente ocurrido con el capítulo "Denno Senshi Porygon", el que provoó que cientos de niños japoneses epilépticos tuvieran que ser hospitalizados.

## Argumento
Yamazaki llega a la tierra desde otro planeta con la esperanza de conquistar el nuestro. Pronto se percata que para conquistar el mundo, deberá conquistar su salón de clases primero. Por ello llega con muchas diferentes ideas para que todo el mundo lo siga. Yamazaki siempre realiza cosas locas con su clase, olvidando completamente su objetivo principal, y sólo pensando en convertirse en "El rey de la clase".

## Personajes
- Yamazaki

Doblaje: (Hispanoamérica): Jorge Lillo
Es el príncipe del reino Yamazaki. Su intención en la escuela es apropiarse del territorio. Es un pésimo estudiante. Quiere que sus compañeros sean sus súbditos.
- Profesora Memeko

Doblaje: (Hispanoamérica): Gianina Talloni
Ella solo quiere ser una buena profesora y ganarse la confianza de los alumnos, pero lo que no sabía es que estaba dentro de los planes de Yamazaki. En toda la serie es víctima de todo tipo de caídas y golpes.
- Takuya Shimobe

Doblaje: (Hispanoamérica): Jorge Araneda J
Desde el primer momento lo odió, no entendió por qué un príncipe estudiaría en su escuela. Takuya es todo lo contrario a Yamazaki, honesto, responsable y ejemplar, siendo admirado por sus compañeros y es escogido como el presidente de su curso, cosa que despierta la envidia a Yamazaki, convirtiéndose en su eterno rival, en el episodio 45 se descubre que está enamorado de Kisaki.
- Kisaki Kimeno

Doblaje: (Hispanoamérica): Viviana Navarro
Es una de las compañeras; es muy amiga de Takuya, pero no puede contenerse ante los ofrecimientos de Yamazaki, en el episodio 45 se descubre que esta perdidamente enamorada de Takuya.
- Cerdan

Doblaje: (Hispanoamérica): Pablo Ausensi
Otro de los compañeros, tiene cara de cerdo. Es además el narrador de la serie, relata todas las situaciones especiales de esta.
- Watanabe

Doblaje: (Hispanoamérica): Tito Bustamante
Un perro. Es el secretario de Yamazaki, su asistente, y el que sigue todas sus ideas, es un poco torpe y se equivoca al recibir las órdenes de su jefe.
- El Ejército de Watanabe

Son un grupo de animales que sirven a Yamazaki y Watanabe, tan torpes e incompetentes como su líder. Los miembros del grupo son:
- Iketani: Un chimpancé. Tiene debilidad por las bananas y es conductor sin licencia.
- Okamura: Una paloma. Es corredora de relevos y no sabe volar.
- Nakamoto: Un pingüino. Cuenta con la habilidad de hacer hipnosis.
- Takarada: Un gato negro. Hace el papel de monitor y transcribe informes a Yamazaki.
- Ikarya: Un cocodrilo. Devora cualquier cosa que se ponga en su camino, no sabe nadar.
- Tsukahara: Un elefante. La fuerza bruta del grupo, aunque un tanto miedoso.
- Fukunaga: Un mapache. Es el lavandero.
- Moriwaki: Un leopardo. Es maratonista, corre muy rápido, pero casi siempre colisiona con paredes u otros obstáculos.
- Nishiyama: Un canguro boxeador.
- Arakita: Una tortuga. Hace el papel de fotógrafo.
- Kurosawa: Una ardilla. Lleva gafas oscuras, es usado para ataques desde los árboles.
- Chau

Es el resultado de un experimento fallido del abuelo de Yamazaki. Tiene el aspecto de un conejo con el cuerpo blanco y las orejas rojas, se convierte en la mascota de Kisaki. Es muy activo y simpático, siempre frustra los planes de Yamazaki.
- La Abuela

La abuela de Yamazaki. De apariencia grotesca, con cara de Moái y muy flácida. Tiene 175 años de edad y a pesar de ello, es poseedora de una envidiable vitalidad y capacidades de actividad física impresionantes. También es cantante y bailarina, aparece en los videoclips musicales de la serie.
- El Abuelo

El abuelo de Yamazaki. Es el típico inventor chiflado, la mayoría de sus creaciones suelen terminar con resultados desastrosos.
- Shinnosuke Hakamada

Personaje secundario, llamado el "Shogun de la Clase", aparece como nuevo compañero buscando un digno oponente para sus bromas y chistes de mal gusto, siendo Yamazaki el escogido. Su "batalla" queda inconclusa, pero Hakamada promete a Yamazaki que algún día volverán a enfrentarse.
- Los Calamares del Espacio

Son dos extraterrestres con aspecto de calamares que pretendían conquistar el planeta hasta que, tras conocer a Yamazaki, terminan huyendo al considerarle un ser pesado e insoportable.

## Lista de Episodios[18]
1. El alumno trasladado es un príncipe.
2. El reino subterráneo.
3. Una excursión peligrosa.
4. Una aventura en el reino Yamazaki.
5. Un gran pánico en la mansión de Kisaki.
6. La aventura en la reino miniatura.
7. Yamazaki y los 100 millones.
8. El escape de la piscina real.
9. El sufrimiento de Santa Claus.
10. Una aventura en la nieve.
11. Los asaltabancos contra Yamazaki.
12. El plan amoroso de Watanabe.
13. La profesora Yamazaki del sexto grado.
14. El subterráneo de Yamazaki.
15. El Día de San Valentín de Yamapi.
16. El shogun de la clase.
17. El dibujante Cristin Yamazaki.
18. La aparición de Viman.
19. Yamazaki el temerario enfrenta a Satán.
20. El gran adivino.
21. Yamazaki y la villa del crimen.
22. Béisbol a lo Yamazaki.
23. ¿Presidente o rey?.
24. El robot del colegio Yamazaki.
25. Súper estrella Yamazaki.
26. El retorno de Akamada Shogun de la clase.
27. El peso tibetano.
28. El contraataque del robot Yamazaki.
29. La cita de la profesora.
30. Yamataro el rey de los cuentos.
31. Yamazaki el rey del fútbol.
32. Un desastre el nacimiento del rey.
33. El rey de la aventura busca el tesoro perdido.
34. Buenos días espíritu Bu.
35. Yamazaki súper chef.
36. SOS, no estamos solos.
37. Qué problema, apareció el viejo cotazo.
38. Viaje hacia el pasado.
39. El Capitán Yamazaki en busca de un tesoro.
40. Yamaman súper héroe.
41. Un héroe de bolsillo.
42. El reino de Chau.
43. La princesa Vapaca.
44. Mamá Yamazaki.
45. La bella Yamapi.
46. La máquina de la canción.
47. Desafió pirata.
48. Piano, piano.
49. Calamares en su tinta.
50. El rey momo.
51. Agencia de detectives privados Yamazaki.
52. Salvador Yamazaki, el rey del arte.
53. El retorno de Pupy.

## Banda sonora
La música de la serie está compuesta por Cher Watanabe.
El tema de entrada es "Yamazaki Ichiban", mientras que el tema de salida es "Pai Aru Kagiri"

## Doblaje al español
La serie sólo posee una versión en español, la cual fue doblada en Chile, en los estudios Technoworks ltda.. Fue distribuida y licenciada en Latinoamérica por Televix Entertainment